# Soufiane Chilah
 (mai 2022).
Si vous disposez d'ouvrages ou d'articles de référence ou si vous connaissez des sites web de qualité traitant du thème abordé ici, merci de compléter l'article en donnant les références utiles à sa vérifiabilité et en les liant à la section « Notes et références ».
Pour les articles homonymes, voir Chilah.
Soufiane Chilah, né le 26 octobre 1991 à Bruxelles (Belgique), est un acteur belge.

## Biographie
Soufiane Chilah étudie au RITS (Royal Institute of Theatre Cinema and Sound) à Bruxelles et fait ses débuts au théâtre avec Union suspecte. Au cinéma, il débute en 2015 dans Black de Adil El Arbi et Bilall Fallah.

## Filmographie

### Cinéma
- 2015 : Black : Nassim
- 2016 : Home : Friend from the past
- 2017 : Angle mort (en néerlandais : Dode Hoek ; en anglais : Blind Spot) : Dries
- 2021 : Animals de Nabil Ben Yadir[2].
- 2022 : Faithfully Yours d'André van Duren : Beau Alami

### Courts métrages
- 2017 : Lost in the Middle
- 2018 : In the palace

### Séries télévisées
- 2017 : Tabula rasa : Omar
- 2018 : Over Water : Walid El Idrissi
- 2020-2021 : Red light : Najib

### Clip musical
- Caballero et JeanJass : Un endroit sûr[réf. nécessaire]

## Récompenses et distinctions
- 2018 : Magritte du meilleur espoir masculin pour son rôle de Dries dans Angle mort